# Pseudothis machaerii
Pseudothis machaerii är en svampart som först beskrevs av Rehm, och fick sitt nu gällande namn av Theiss. & Syd. 1914. Pseudothis machaerii ingår i släktet Pseudothis, ordningen Diaporthales, klassen Sordariomycetes, divisionen sporsäcksvampar och riket svampar.   Inga underarter finns listade i Catalogue of Life.